# ルパン三世 (2015年TVシリーズ)
『ルパン三世』（ルパンさんせい）は、モンキー・パンチの漫画を原作とする日本のアニメ『ルパン三世』の作品群のうち、日本では2015年から2016年まで放送されたテレビアニメシリーズを指す。映像上の題名は『ルパン三世』で、『ルパン三世 PART4』としても知られる。

## 概要
ルパン三世が主人公のテレビシリーズとしては『ルパン三世 PARTIII（以下、TV第3シリーズ）』以来30年ぶりとなり、スピンオフ作も含めると、峰不二子を主人公としたシリーズ『LUPIN the Third -峰不二子という女-』以来3年ぶりの作品となる。また、『峰不二子という女』を除くシリーズでは初となる深夜枠での放送となった。
独立した作品となっているが、アイキャッチにてルパンが『TV第1シリーズ』の敵に変装する描写があるなど、過去作との繋がりが暗示される部分はある。また、過去の3シリーズは一話完結で過去の話の内容が後の話に影響することはほとんどなかったが、本作はレギュラーキャラクター以外にシリーズを通しての準レギュラーキャラクターが登場し、それぞれの回では後の話に繋がる伏線が張られてシリーズ全体のストーリー構成が構築されている。
ルパンたちの年齢は20代後半から30代前半に設定され、主な舞台はイタリアのサンマリノとなっている。
本作は、イタリアで先行放送の後に日本で放送するという、シリーズ初の放送展開が成された。当初、イタリアでは5月からイタリアRTI局で放送が開始される予定だったが、何度か時期変更され、最終的に8月30日からイタリア1で『Lupin III - L'avventura italiana』のタイトルで放送。日本ではこれまで通り日本テレビ系列で放送されているが、ルパンシリーズでは初となる深夜ローカル枠での放送となったため（『峰不二子という女』を除く）、各局で放送日や放送時間は異なることとなった。
1995年のTVスペシャルからルパンを演じる栗田貫一や2011年からの新キャストである山寺宏一、沢城みゆき、浪川大輔等にとっては、スピンオフではないテレビシリーズへの初出演作品となった。
『TV第2シリーズ』以降恒例となっていたオープニングにおけるメインキャストのクレジットはなくなり、エンディングに他キャストと共にクレジットされることになった。次回予告のナレーションは、基本的にルパンだけが行っていた従来のテレビシリーズとは異なり、メインキャラクターが交代で担当している。
本作終了の2年後となる2018年からは『ルパン三世 PART5（TV第5シリーズ）』が放送を開始。主要スタッフや衣装デザインは本作から引き継いでおり、本作の後日談的エピソードも制作されたほか、オリジナルキャラのレベッカもゲスト出演している。

### 服装デザイン
ルパン、次元、五ェ門、銭形警部の服装デザインは各テレビシリーズごとに異なっており、『TV第3シリーズ』以来、30年ぶりの新作テレビシリーズとなった本作でもそれを踏襲し、4人の服装デザインは今までに無い新しいものとなった。
本シリーズでのルパンは青のジャケットを着用。これは「こじゃれた感じにしたい」というスタッフの思いや、舞台としたイタリア側から好評を得たという理由でデザインされた。

### 製作概要
2014年10月に、フランスのカンヌで開催された『MIPCOM』にて制作が発表された。
プロデューサーの浄園祐は本作を「大塚康生ルパンの継承」としているほか、『TV第2シリーズ』をベースにしたとも語っている。
企画や製作は、浄園が自らが陣頭指揮を執ったという。総監督には過去のシリーズにアニメーター・作画監督として参加した友永和秀、シリーズ構成には『LUPIN THE IIIRD 次元大介の墓標』で脚本を務めた高橋悠也が起用された。キャラクターデザインの横堀久雄は、バイク王のCM「次元のバイク愛篇」を制作し好評を得たことが起用の理由となっている他、「テレコム・アニメーションフィルム内外のアニメーターから"制作に参加させて欲しい"という依頼が数多くあった」と浄園は語っている。
舞台となるイタリアには、実際にロケハンが行われた。
音楽には大野雄二が続投。オープニングは再度編曲した「ルパン三世のテーマ」が使用され、テレビシリーズで「ルパン三世のテーマ」が使用されるのは『TV第2シリーズ』以来35年振りとなった。また、劇中BGMには新曲の他に過去のBGMのアレンジ版も使用されており、演奏名義も『TV第2シリーズ』の「You & Explosion Band」が復活した。その一方、長年選曲や音楽監督を務めてきた鈴木清司が本作では降板した。

### 国内未放映作に関して
日本では全24話だがイタリアでは全26話で放送されており、国内では当時未放映となった「ヴェニス・オブ・ザ・デッド」、「ノンストップランデブー」の2話が存在する。後にBD／DVDの特典映像として「ヴェニス・オブ・ザ・デッド」はVol.4、「ノンストップランデブー」はVol.8に収録されているが、レンタル版のDVDには収録されていない。。
日テレプラスでの帯放送にて2016年12月15日と2017年1月11日にそれぞれ日本初放送がおこなわれ、以降の同局での再放送では2話共に組み込まれるようになった。TOKYO MXで2021年から行われた再放送は全26話編成となり、上述の2話がそれぞれ第25・26話として同年8月9日・16日にそれぞれ放送。独立放送局ではあるものの、これが事実上の地上波初放送となった。2016年1月8日には、『金曜ロードSHOW!』枠で本作の第1話・第3話、「ノンストップランデブー」をベースに新作映像を追加したテレビスペシャル『ルパン三世 イタリアン・ゲーム』が放送された。

## 登場人物

### シリーズ・レギュラー
※なお、本作で毎回登場するのはルパン三世のみ。
- ルパン三世 - 栗田貫一
  - アルセーヌ・ルパンを祖父に持つ神出鬼没の大泥棒である主人公。
  - 本編は、毎回ルパンのナレーションから始まる。また、第13話からはナレーションの内容が変わる。
- 次元大介 - 小林清志
  - ルパンの相棒で凄腕の早撃ちガンマン。
- 石川五ェ門 - 浪川大輔
  - 石川五右衛門を祖先に持つ、斬鉄剣を愛用する居合い斬りの達人。
- 峰不二子 - 沢城みゆき
  - 自他共に認める自分の欲望に忠実な女盗賊。
- 銭形警部 - 山寺宏一
  - 銭形平次を祖先に持つ、ルパンの永遠のライバルである敏腕警部。

### 今作オリジナル
レベッカ・ロッセリーニ
声 - 藤井ゆきよ
サンマリノの9大名家の1つであるロッセリーニ家の若き女当主にしてイタリア最大のホテルチェーンの総帥、さらに16歳でモデルデビューして以来、モデルやファッションデザイナーや作家や女優や歌手をも掛け持つマルチ性溢れるスーパーセレブで、別名「アドリア海のダイヤ」と呼ばれている。その派手な行状が注目の的となる大人気のゴシップクィーン。
好きな食べ物は、フライドポテトのようなジャンクフードで、愛用しているタバコは、アーク・ロイヤルである。
退屈な生活に飽きてスリルに飢えている中、お宝を狙って自身に接近してきたルパンの意図を察しつつも、あえて彼の求婚に応じて結婚する。その後、お宝奪取のために動くルパンを出し抜こうとするが、結局は敗北する。この一件の後、ルパンとは離婚調停に入ったものの、それに応じず「ルパン夫人」を勝手に名乗り、彼の行く先でちょっかいを出していたが、イタリアの夢の一件で本当に惚れていくことになる。身体能力は総じて高く、変装もかなりの腕前で男性にも変装でき、知人ですらその変装に気づかなかった。変装道具を入れたポーチを常時所持している。
あくまでもスリルを追い求めており、不二子とは対照的に、金や宝には興味が無く（本人いわく「金は腐るほどある」）、色気も皆無に近い。性格は総じて子供っぽくわがままでわんぱくな面も多い。
次のＴＶシリーズ「ルパン三世 PART5」の終盤でゲスト出演する。
愛車はフェラーリ・458イタリア。愛用拳銃は、ベレッタ92。
ロブソン・ズッコーリ
声 - 山野井仁
ロッセリーニ家の執事。レベッカを常に忠実に補佐し、彼女の泥棒としての側面を知る数少ない人物の1人。
若い頃、屈強な軍人だった為、銃器類や、ジェット機の扱いにも馴れている。
愛車は、BMW・X5など。第7話で使用していた拳銃は、ベレッタ・ARX160。
ニクス
声 - 咲野俊介
イギリス情報部MI-6のエージェント。
「ニクス」とはギリシア神話の夜の女神を意味するコードネーム。表向きは「ジャスティン・パーソン」という外交官を名乗っており、妻と3人の娘と共に暮らしている。
物音と反響だけで相手の居場所をつかむエコーロケーション能力を持ち、その能力で先回りすることで次元を捕らえ、ルパンを追う。銃や格闘の腕も超一流で、ルパンを仕留める寸前まで追い詰めた。
任務に忠実かつ冷徹非情で、命令とあらば殺しも辞さず、そしてまた命令とあらばルパン殺しを中断して即座に撤収する。
ただし一方で家族は任務以上に大切にしており、他者が家族に危害を加えようとすると激しい怒りを露わにし「暴走」を始める。
第18話では浦賀の研究データを全て脳内に記録したうえで、MI6を退職したことが明らかにされた。
愛用拳銃はワルサーP99。愛車はBMW・i8だが、キドニーグリルが描かれておらず、ドアの開閉方法が普通のヒンジ式になるなど、意匠が若干変更されている
暴走
家族を危険にさらされて怒りが頂点に達した状態。普段の冷徹さから一転、顔中を真っ赤に血走らせ、人間離れした身体能力を発揮する。この状態は味方からも危険視されており、ロブソンに家族を人質に取られかけて暴走した際は、パーシバルからその場のMI6エージェントに最優先で食い止めるよう命令が下った。しかしニクスは四方八方から至近距離で放たれる銃弾を紙一重で避けつつ、制止にかかる十人以上のエージェントたちを圧倒し叩きのめした。ルパンはこの状態をネズミに例え、心拍数が急上昇することで周囲がスローモーションに見えているのではと推測していた。
パーシバル・ギボンズ
声 - 藤真秀
イギリス諜報部「MI6」の本部長で、ニクスの上司。極秘作戦「イタリアの夢」を指揮している。作戦や、任務遂行のためならニクスをも使い捨てるほどの冷徹さで暗躍する。
第3話では、表向きはジェームス皇太子の護衛が任務だが、「マリー・アントワネットの首飾りの欠片」を保護するためとはいえニクスにルパン一味殺害許可を出した。しかし、第19話でダ・ヴィンチと対峙した際に細工された銃に気づかず、暴発によって死亡した。
浦賀航（うらが こう）
声 - 花輪英司
あらゆる分野に秀でた天才科学者で、その中でも脳科学のエキスパート。かつてはレベッカの恋人だった。
浦賀の研究内容を模倣し、人体実験をしていたMl6に命を狙われてしまう。研究内容の秘密を記した解読不能の奇書「イタリアの夢」を遺したまま謎の自殺を遂げる。
ダ・ヴィンチ（謎の男）
声 - 井上和彦
MI6に捕らえられていたが、脱走した謎の男。その正体は、MI6の命による「世界最高のエージェント育成プログラム」を遂行するため、マッド・サイエンティストたちがレオナルド・ダ・ヴィンチ ら過去の「偉大な偉人たち」の人格を抽出し、それを脳に植え付けたクローン人間。
「世界の調和」と題した「世界解剖」とは、ダ・ヴィンチの「人格」をイタリア全国民に植え付け、世界の構図を変革させて「設計」し直すこと。ルパンがダ・ヴィンチの「人格」に制圧されそうなレベッカの夢に入り込み、記憶を取り戻させることにより、「世界の調和」のルールのもとダ・ヴィンチの「人格」を全イタリア国民の夢の中から制圧する。その実、クローンであるがゆえに偉大な偉人の「人格」に肉体が耐え切れず、ダ・ヴィンチが自らの死期を悟り、その「人格」を現世に残そうと意図したことがルパンの口から語られた。

### ゲストキャラクター
第1話「ルパン三世の結婚」
パトリック
声 - 土田大
9大名家の婚姻の儀式のときだけ公開されるサンマリノの秘宝「リベルタスの宝冠」の警備隊長。
ルパンの予告状を受け、銭形と共に宝冠の警備に当たる。
第2話「偽りのファンタジスタ」
マウロ・ブロッツィ
声 - 小松史法
サッカーチームACサンマリノと呼ばれるクラブに所属しているストライカー。サンマリノの至宝（主砲）と呼ばれるファンタジスタ。イタリアではレベッカと並び称されている。
薬物濫用でドーピング検査に引っかかり、サッカー界追放の危機に。それをネタにライバルチームを買収したモンディーニに、コパ・イタリア決勝を出場辞退しろと強要され、自暴自棄に陥り、ルパンにモンディーニ邸からドーピングの証拠を盗み出すよう依頼する。しかし、傲慢な性格が仇となり一度は断られてしまう。
リカルド・モンディーニ
声 - 土師孝也
表向きは宝石会社のCEOだが、正体はサンマリノに拠点を置くマフィア。
自身が買収したインター・ローマを優勝させるため、ドーピングの証拠をネタにブロッツィを脅迫する。
第3話「生存率0,2％」
ジェームズ皇太子
声 - 清水秀光
英国皇太子。
サンレオに展示されている「マリー・アントワネットの首飾りの欠片」の見学に向かう道中に、レベッカの元を訪れる。
第4話「我が手に拳銃を」
リービア
声 - 大原さやか
エリクが支配する街の女医。
エリクに傷付けられた人々の治療をしている。
エリク・オルジャーニ
声 - 多田野曜平
ギャングのボス。
反抗する者を生かさず殺さずに重傷だけ負わせるサディストで、「殺さずのエリク」と呼ばれている。
第5話「魔法使いの左手」
ルカ
声 - 野島健児
サーカス団の雑用。
魔法使いと呼ばれていた前団長兼マジシャンのトニー・ベルカストロ（声 - 堀越富三郎）に幼い頃才能を見込まれ、トニーの百の持ちネタ「トリックレシピ」を口伝で教えられる。
不二子に一目惚れし、最後まで彼女の本性と目的を知ることはなかった。
団長
声 - 牛山茂
トニーの息子。
トニーの事故死後にサーカス団を引き継ぐが、「トリックレシピ」を教えてもらえなかったためルカを冷遇し、「トリックレシピ」を奪還しようとする。
第6話「満月が過ぎるまで」
エレナ・ゴッティ
声 - 田中敦子
イタリアのメディア王ロベルト・ゴッティ（声 - 有本欽隆）の未亡人。
ロベルトの死後、彼が残したと噂される隠し財産の在り処を知る唯一の存在として狙われている。
チェーザレ・アルベルティーニ
声 - 小山力也
イタリア警察の刑事。
エレナの警護を務めるが、彼もまたロベルトの隠し財産を狙っていた。
第7話「ザッピング・オペレーション」
ブリジット
声 - くまいもとこ
ニクスの三人の娘の一人でレベッカのファン。
街を歩いている途中で人身売買組織に拉致されてしまう。
姉にタチアナ（声 - 岡本沙保里）、妹にジョセフィーン（声 - 児玉明日美）がいる。
第8話「ホーンテッドホテルへようこそ」
カーラ
声 - 久野美咲
ホーンテッドホテル（いわゆる幽霊ホテル）として有名なフィレンツェの郊外にあるホテル・シェイドの地下に現れた幼女。
姉の「迎えに来るまで宝を守って」という言いつけを守り、宝を守っている。
アルドルフォ
声 - 二又一成
ホテル・シェイドの支配人。
経営難のため、娘のリサ（声 - 北川里奈）と共に幽霊騒ぎを自作自演する。
ベラ・フランキー（マーマ）
声 - くじら
強盗団のボス。ルパンから宝を横取りしようと企む。
第9話「殺し屋たちの鎮魂歌」
ベラドンナ
声 - 白石涼子
かつて、五ェ門とともに独裁者デケレ（声 - 北村謙次）暗殺に参加した少女。
ファーゴの命令で、暗殺に関わった殺し屋を次々殺害していた。かつて、五エ門と指切りで契りを交わしている。
得物は対物ライフルと自決兼自爆攻撃用の爆薬。
レオポルド・ファーゴ
声 - 森田順平
イタリア国会議員。デケレ暗殺の依頼人。
クロエ
声 - 内藤有海
暗殺に関与した殺し屋。初めて暗殺された。
ヴォルフ
声 - 秋元羊介
暗殺に関与した殺し屋。
サシャ
声 - 加藤ルイ
暗殺に関与した殺し屋。
第10話「恋煩いのブタ」
グイド・シーザレオ
声 - 小形満
男女で飲めば忽ち恋に落ちるという貴腐ワイン「恋煩いのブタ」を製造していたグイドズ・ワイナリーの元オーナー。
オークションに掛けられる「恋煩いのブタ」を樽ごと奪い去ろうとする。
第11話「イタリアの夢 前篇」
第12話「イタリアの夢 後篇」
詳細は#今作オリジナルの項を参照。
第13話「ルパン三世の最期」
所長
声 - 宝亀克寿
ルパンが収監された刑務所の所長。
銭形に対し警備の万全さを誇るが、その矢先にルパンに三度までも脱獄未遂を起こされてしまう。
第14話「モナリザを動かすな」
バルディーニ
声 - 長克巳
モナ・リザをイタリアに取り戻そうとしているイタリア人。
フィリップ・キャスパー
声 - 村治学
フランス文化省の役人でルーヴル美術館の責任者。
第15話「ハイスクール潜入大作戦!」
マリオ
声 - 川島得愛
デベレ・ハイスクールの教師。リッキーら生徒から「チキン」と呼ばれている。
フランコ・ファミリーといざこざを起し、脅迫されてしまう。
リッキー
声 - 中尾智
デベレ・ハイスクールの不良学生。
ルパンの不手際で「クレオパトラの心」（ドロップシェイプダイヤ）を偶然手に入れてしまう。
フランコ・ファミリーの一員。
フランコ
声 - 桐本琢也
通称「デンジャラス・クレーマー」と称される恐喝専門のマフィア・フランコ・ファミリーのボス。
第16話「ルパンの休日」
アヴォガドロ
声 - 勝生真沙子
恰幅のいい女性資産家で、豪華客船乗船中に愛犬・ジョセフィーヌを見失い、偶然乗船していた不二子に100万ユーロと引き換えに捜索を依頼する。
24話でインタヴューに答えているテレビ映像でカメオ出演している。
第17話「皆殺しのマリオネット」
グレコ
声 - 奥田隆仁
犯罪者を誘拐し、同士討ちをさせ、犯罪者を葬り去ることで「救世主」として世間から崇められている男。
ルパン一味に挑戦状をたたきつけ、葬り去ろうとする。
神父
声 - 木内秀信
グレコの腹心。
第18話「始まりの晩餐」
詳細は#今作オリジナルの項を参照
第19話「龍は静かに眠る」
フォックス
声 - 石井康嗣
過去2回、某国で勲章を受けた傭兵集団のボス。
ドラゴンズ・テイル（全世界で暗躍中のMI-6エージェントリスト）を手に入れ、それを高値で売り払おうとする。
グレン
声 - 山橋正臣
MI-6エージェント。ニクスに実践技術を叩き込まれた一人。
第20話「もう一度、君の歌声」
マーティン
声 - 坂口芳貞（青年期 - 川本克彦）
ノラ・アニタの夫であり元マネージャー。
長年ノラが愛した愛車（フィアット・500トポリーノ）を自動車仲介業者を通じて売り払おうとするが、ルパンに愛車を奪われてしまう。
ノラ・アニタ
声 - 武田華
「お散歩しましょ」をヒットさせたイタリアの国民的女性歌手。
時を経て、現在は余命幾許も無い状態が続いている。
第21話「日本より愛をこめて」
明智”ホームズ”耕助
声 - 佐藤せつじ
頭脳明晰・体力隆々・容姿端麗と「完璧」を自称する新参者の探偵。頭に秘密を持つ。銭形からへっぽこ呼ばわりされる。
不二子を餌にルパンを日本へと誘き出し、日本警察を使い捕えようとする。
大林”ワトソン”芳雄
声 - 村中知
明智の助手。
華崎マユ
声 - 宮崎珠子
猫町警察署に配属されている婦人警察官。
ルパン逮捕の為、明智に協力する。
第22話「ルパン、頂きに参ります」
詳細は#今作オリジナルの項を参照
第23話「世界解剖 前篇」
第24話「世界解剖 後篇」
詳細は#今作オリジナルの項を参照

## スタッフ
- 原作 - モンキー・パンチ
- 総監督 - 友永和秀
- 監督 - 矢野雄一郎
- シリーズ構成 - 高橋悠也
- キャラクターデザイン - 横堀久雄
- キャラクターデザイン補佐 - 稲手遥香、田口麻美
- 美術監督・美術設定（第1 - 4話） - 山子泰弘
- 美術設定 - うつのみや理（第3話）、松本弘（第5話）、河野次郎（第6、7、9 - 13、16 - 18、20 - 24話）、宮野隆（第8、14、15、19話）
- 色彩設計 - 山本智子
- 撮影監督 - 田沢二郎
- CG監督 - 田村和弘
- 編集 - 笠原義宏
- 音響監督 - 清水洋史
- 音響効果 - 倉橋静男
- 音楽 - 大野雄二
- 演奏 - You & Explosion Band
- 音楽制作 - トムス・ミュージック、日本テレビ音楽
- 音響製作 - 東北新社
- 企画 - 加藤州平
- プロジェクトプロデューサー - 加藤良太
- プロデューサー - 浄園祐
- アニメーションプロデューサー - 井内知樹
- アソシエイトプロデューサー - 鈴木禎
- アニメーション制作 - テレコム・アニメーションフィルム
- 製作・著作 - トムス・エンタテインメント

## 主題曲

### 日本版
メインテーマ「THEME FROM LUPIN III 2015」
作曲・編曲 - 大野雄二 / 演奏 - You & Explosion Band / レーベル - バップ
オープニング映像は片目で見ると3D映像に見えるような工夫がされている。
エンディングテーマ「ちゃんと言わなきゃ愛さない」
作詞 - つんく / 作曲・編曲 - 大野雄二 / 歌 - 石川さゆり / 演奏 - You & Explosion Band / レーベル - テイチクエンタテインメント

### 海外版
オープニングテーマ「U belong to me feat.オーサカ=モノレール」
作詞・作曲 - SWEEP / 編曲 - SWEEP、オーサカ=モノレール / 歌 - meg / レーベル - アルテメイト
エンディングテーマ「Don't leave me feat.オーサカ=モノレール」
作詞・作曲・歌 - SWEEP / 編曲 - SWEEP、オーサカ=モノレール / レーベル - アルテメイト

## 各話リスト
| 話数               | サブタイトル                 | 次回予告担当           | 脚本              | 絵コンテ            | 演出                                    | 作画監督                                               | 総作画監督        | 放送日 （NTV）               | 放送日 （イタリア1） |
| ------------------ | ---------------------------- | ---------------------- | ----------------- | ------------------- | --------------------------------------- | ------------------------------------------------------ | ----------------- | ---------------------------- | -------------------- |
| 第1話              | ルパン三世の結婚             | ルパン三世             | 高橋悠也          | 矢野雄一郎 友永和秀 | 矢野雄一郎 友永和秀 富沢信雄 小山田桂子 | 末永宏一、野口寛明                                     | 横堀久雄          | 2015年 10月2日               | 2015年 8月30日       |
| 第2話              | 偽りのファンタジスタ         | 次元大介               | 鈴木智尋          | 鏑木ひろ            | 平林拓真                                | 辻初樹、仁井宏隆                                       | 滝口禎一          | 10月9日                      | 2015年 8月30日       |
| 第3話              | 生存率0,2％                  | 峰不二子               | 高橋悠也          | 増田敏彦            | 三家本泰美 友永和秀                     | 小林ゆかり、酒向大輔 野口寛明、白井裕美子 滝口禎一     | 末永宏一          | 10月16日                     | 2015年 8月30日       |
| 第4話              | 我が手に拳銃を               | ルパン三世             | 鈴木智尋          | 友永和秀            | 高林久弥                                | 増田敏彦、白井裕美子 野口寛明                          | 横堀久雄          | 10月23日                     | 2015年 8月30日       |
| 第5話              | 魔法使いの左手               | 石川五ェ門             | 吉田恵里香        | 江上潔              | 長岡義孝                                | 坂巻貞彦                                               | 横堀久雄          | 10月30日                     | 9月6日               |
| 地上波・BS 未放送1 | ヴェニス・オブ・ザ・デッド   | -                      | 高橋悠也          | 青山弘              | 又野弘道                                | 小山知洋                                               | 末永宏一          | [ 注 6 ] [ 注 7 ] [ 注 8 ]   | 9月6日               |
| 第6話              | 満月が過ぎるまで             | 銭形警部               | 稲本達郎          | 富沢信雄            | 小山田桂子                              | しんぼたくろう                                         | 横堀久雄          | 11月6日                      | 9月7日               |
| 第7話              | ザッピング・オペレーション   | ルパン三世             | 高橋悠也          | 増田敏彦            | 池畠博史                                | 山川宏治、増田敏彦                                     | 横堀久雄          | 11月13日                     | 9月13日              |
| 第8話              | ホーンテッドホテルへようこそ | 次元大介               | 鈴木智尋          | 小島正幸            | 宇都宮正記                              | 垣野内成美、澤田美香                                   | 末永宏一          | 11月20日                     | 9月13日              |
| 第9話              | 殺し屋たちの鎮魂歌           | 石川五ェ門             | 稲本達郎          | 向井雅浩            | 長岡義孝                                | 坂巻貞彦                                               | -                 | 11月27日                     | 9月14日              |
| 第10話             | 恋煩いのブタ                 | 峰不二子               | 吉田恵里香        | 荒川眞嗣            | 泉保良輔                                | 小林ゆかり                                             | 滝口禎一 山川宏治 | 12月4日                      | 9月20日              |
| 第11話             | イタリアの夢 前篇            | 銭形警部               | 高橋悠也          | 川口敬一郎          | 平林拓真                                | 高橋優也、野口寛明                                     | 横堀久雄          | 12月11日                     | 9月20日              |
| 第12話             | イタリアの夢 後篇            | ルパン三世             | 高橋悠也          | コバヤシオサム      | コバヤシオサム                          | 清水洋、滝口禎一                                       | 横堀久雄          | 12月18日                     | 9月21日              |
| 第13話             | ルパン三世の最期             | 次元大介               | 高橋悠也          | 富沢信雄            | 小山田桂子                              | 湖川友謙、白井裕美子                                   | 末永宏一          | 12月25日                     | 9月28日              |
| 第14話             | モナリザを動かすな           | 銭形警部               | 鈴木智尋          | 高橋知也            | 高橋知也                                | 仁井宏隆、山川宏治                                     | 滝口禎一          | 2016年 1月8日                | 10月5日              |
| 第15話             | ハイスクール潜入大作戦!      | 峰不二子               | 高橋悠也 藤澤亮佑 | 富沢信雄            | 小山田桂子                              | 高橋優也、末永宏一 野口寛明、Nam Hyeonsik Ryu Hyeonjin | 末永宏一 高橋優也 | 1月15日                      | 10月12日             |
| 第16話             | ルパンの休日                 | 石川五ェ門             | 吉田恵里香        | 小島正幸            | 長岡義孝                                | 坂巻貞彦                                               | -                 | 1月22日                      | 10月19日             |
| 第17話             | 皆殺しのマリオネット         | ルパン三世             | 稲本達郎          | 紅優 鵜飼ゆうき     | 又野弘道                                | 小山知洋                                               | 横堀久雄          | 1月29日                      | 10月26日             |
| 第18話             | 始まりの晩餐                 | 銭形警部               | 高橋悠也          | 富沢信雄            | 富沢信雄 長岡義孝                       | 久高司郎                                               | 横堀久雄          | 2月5日                       | 11月2日              |
| 第19話             | 龍は静かに眠る               | 次元大介               | 鈴木智尋          | 紅優 鵜飼ゆうき     | 平林拓真                                | 高橋優也、山川宏治                                     | -                 | 2月12日                      | 11月9日              |
| 第20話             | もう一度、君の歌声           | 峰不二子               | 吉田恵里香        | 川口敬一郎          | 前島健一                                | 湖川友謙                                               | 末永宏一          | 2月19日                      | 11月15日             |
| 第21話             | 日本より愛をこめて           | レベッカ・ロッセリーニ | 稲本達郎          | 鵜飼ゆうき 紅優     | 小山田桂子                              | 清水洋、山川宏治 酒向大輔、高田洋一                    | 滝口禎一          | 2月26日                      | 11月15日             |
| 地上波・BS 未放送2 | ノンストップランデブー       | -                      | 高橋悠也          | 富沢信雄            | 富沢信雄                                | 野口寛明、白井裕美子                                   | -                 | [ 注 9 ] [ 注 10 ] [ 注 11 ] | 11月22日             |
| 第22話             | ルパン、頂きに参ります       | ルパン三世             | 吉田恵里香        | 佐野隆史            | 又野弘道                                | 小山知洋、末永宏一 酒向大輔、高橋優也                  | 滝口禎一          | 3月4日                       | 11月23日             |
| 第23話             | 世界解剖 前篇                | ルパン三世             | 高橋悠也          | 矢野雄一郎 紅優     | 長岡義孝                                | 坂巻貞彦                                               | -                 | 3月11日                      | 11月29日             |
| 第24話             | 世界解剖 後篇                | -                      | 高橋悠也          | 矢野雄一郎          | 小山田桂子                              | 高橋優也、山川宏治 滝口禎一                            | -                 | 3月18日                      | 11月30日             |

## 放送局
| 放送期間                                        | 放送時間                                                  | 放送局           | 対象地域       | 備考                                                                  |
| ----------------------------------------------- | --------------------------------------------------------- | ---------------- | -------------- | --------------------------------------------------------------------- |
| 2015年10月2日 - 12月25日 2016年1月8日 - 3月18日 | 金曜 1:29 - 1:59（木曜深夜） 金曜 1:59 - 2:29（木曜深夜） | 日本テレビ       | 関東広域圏     | 制作局                                                                |
| 2015年10月2日 - 2016年3月18日                   | 金曜 2:15 - 2:45（木曜深夜）                              | 福岡放送         | 福岡県         |                                                                       |
| 2015年10月3日 - 2016年3月26日                   | 土曜 2:00 - 2:30（金曜深夜）                              | ミヤギテレビ     | 宮城県         |                                                                       |
| 2015年10月4日 - 2016年3月27日                   | 日曜 1:25 - 1:55（土曜深夜）                              | 中京テレビ       | 中京広域圏     |                                                                       |
|                                                 | 日曜 1:55 - 2:25（土曜深夜）                              | 札幌テレビ       | 北海道         | 2018年2月8日よりセレクション放送が開始。                              |
| 2015年10月5日 - 2016年3月28日                   | 月曜 1:25 - 1:55（日曜深夜）                              | テレビ大分       | 大分県         | フジテレビ系列とのクロスネット                                        |
| 2015年10月6日 - 12月22日 2016年1月5日 - 3月21日 | 火曜 2:37 - 3:06（月曜深夜） 火曜 3:03 - 3:32（月曜深夜） | 読売テレビ       | 近畿広域圏     | 『MANPA』第2部（12話まで） 『MANPA』第3部（13話以降）                 |
| 2015年10月8日 - 2016年3月24日                   | 木曜 1:59 - 2:29（水曜深夜）                              | 北日本放送       | 富山県         |                                                                       |
|                                                 | 木曜 2:04 - 2:34（水曜深夜）                              | 静岡第一テレビ   | 静岡県         |                                                                       |
| 2015年10月21日 - 2016年4月6日                   | 水曜 1:25 - 1:55（火曜深夜）                              | 山梨放送         | 山梨県         |                                                                       |
| 2015年10月30日 - 2016年4月15日                  | 金曜 2:14 - 2:44（木曜深夜）                              | テレビ信州       | 長野県         |                                                                       |
| 2015年11月12日 - 2016年5月26日                  | 木曜 1:59 - 2:29（水曜深夜）                              | 広島テレビ       | 広島県         |                                                                       |
| 2015年11月22日 - 12月20日 2016年1月3日 - 5月8日 | 日曜 2:20 - 2:50（土曜深夜） 日曜 2:10 - 2:40（土曜深夜） | 福島中央テレビ   | 福島県         | 5話まで 6話以降                                                       |
| 2015年11月29日 - 2016年5月15日                  | 日曜 1:35 - 2:05（土曜深夜）                              | 長崎国際テレビ   | 長崎県         |                                                                       |
| 2015年12月12日 -                                | 土曜 1:00 - 1:30（金曜深夜/初回放送時）                   | 日テレプラス     | 日本全域       | CS放送 リピート放送あり 2016年12月13日からの放送より未放送回2話も放送 |
| 2016年1月7日 - 6月16日                          | 木曜 1:29 - 1:59（水曜深夜）                              | テレビ新潟       | 新潟県         |                                                                       |
| 2016年1月11日 - 6月27日                         | 月曜 2:05 - 2:35（日曜深夜）                              | 西日本放送       | 岡山県・香川県 |                                                                       |
| 2016年1月22日 - 7月8日                          | 金曜 2:07 - 2:37（木曜深夜）                              | 鹿児島読売テレビ | 鹿児島県       |                                                                       |
| 2016年7月26日 -                                 | 金曜 2:35 - 3:05（木曜深夜）                              | 日本海テレビ     | 鳥取県・島根県 |                                                                       |

※特記のない局は全て日本テレビ系列。
| 放送期間        | 放送時間                                               | 放送局    | 対象地域 |
| --------------- | ------------------------------------------------------ | --------- | -------- |
| 2015年8月30日 - | 日曜 21:25 - 23:50（CEST） 日曜 23:20 - 翌0:35（CEST） | イタリア1 | イタリア |

| 配信期間                      | 配信時間              | 配信サイト                 | 備考                                                                    |
| ----------------------------- | --------------------- | -------------------------- | ----------------------------------------------------------------------- |
| 2015年10月22日 -              | 木曜 0:00 更新        | J:COMオンデマンド          | 初回は第1話-第3話配信                                                   |
|                               | 木曜深夜 更新         | Hulu                       | 初回は第1話-第3話配信 2016年5月1日より、未放映のエピソード2本が配信開始 |
| 2016年1月14日 -               | 木曜 0:00 更新        | 日テレオンデマンド         |                                                                         |
|                               |                       | NTTぷらら                  |                                                                         |
|                               |                       | U-NEXT                     |                                                                         |
|                               |                       | GYAO!                      |                                                                         |
|                               |                       | ニコニコチャンネル         |                                                                         |
|                               |                       | 楽天ショウタイム           |                                                                         |
|                               |                       | TSUTAYA TV                 |                                                                         |
|                               |                       | Google Play                |                                                                         |
|                               |                       | Amazonインスタント・ビデオ |                                                                         |
|                               |                       | ビデオマーケット           |                                                                         |
| 2016年1月22日 -               | 金曜 0:00 更新        | PlayStation Store          |                                                                         |
| 2018年6月14日 - 2018年6月30日 | 火曜 - 土曜 1:00 更新 | AbemaTV                    | 2話連続で配信 未放映のエピソード2本も配信                               |

## BD / DVD
| 巻  | 発売日         | 収録話                    | 規格品番   | 規格品番   |
| 巻  | 発売日         | 収録話                    | BD         | DVD        |
| --- | -------------- | ------------------------- | ---------- | ---------- |
| 1   | 2015年12月23日 | 第1話 - 第3話             | VPXY-71415 | VPBY-14465 |
| 2   | 2016年1月20日  | 第4話 - 第6話             | VPXY-71416 | VPBY-14466 |
| 3   | 2016年2月24日  | 第7話 - 第9話             | VPXY-71417 | VPBY-14467 |
| 4   | 2016年3月23日  | 第10話 - 第12話 未放送1   | VPXY-71418 | VPBY-14468 |
| 5   | 2016年4月20日  | 第13話 - 第15話           | VPXY-71419 | VPBY-14469 |
| 6   | 2016年5月25日  | 第16話 - 第18話           | VPXY-71420 | VPBY-14470 |
| 7   | 2016年6月22日  | 第19話 - 第21話           | VPXY-71421 | VPBY-14471 |
| 8   | 2016年7月20日  | 第22話 - 第24話 未放送2   | VPXY-71422 | VPBY-14472 |
| BOX | 2021年8月25日  | 第1話 - 第24話 未放送1・2 | VPXY-71864 | -          |

## 漫画版
2015年10月20日発売された『漫画アクション』同年No.21より、TVシリーズのコミカライズが連載開始。作画は早川ナオヤ。

## 評価
中川翔子は本作について「ルパン新作かっこいいなぁトムスのアニメの雰囲気すてき!作画の人のぬくもりあじわい!」とコメントしている。